# Otto von Stein zu Nord- und Ostheim
Bernhard Heinrich Otto Freiherr von Stein zu Nord- und Ostheim (* 3. April 1854 in Coburg; † 26. November 1915 in Halle (Saale)) war ein preußischer Generalleutnant im Ersten Weltkrieg.

## Leben

### Herkunft
Otto war zweiter Sohn von Heinrich Rudolf Freiherr von Stein zu Nord- und Ostheim († 10. Juni 1889 in Halle an der Saale) und dessen Ehefrau Thekla Sophie Eleonore Franziska, geborene Freiin von und zu der Tann-Rathsamhausen († 17. Januar 1868). Sein Vater war preußischer Oberstleutnant und Bezirkskommandeur z. D.

### Militärkarriere
Stein absolvierte das Gymnasium und trat am 2. Oktober 1872 als Fahnenjunker in das 2. Thüringische Infanterie-Regiment Nr. 32 der Preußischen Armee ein. Dort wurde er Mitte Oktober 1874 zum Sekondeleutnant sowie Mitte Januar 1884 zum Premierleutnant befördert. Am 18. Dezember 1886 à la suite des Regiments gestellt, fungierte Stein in der Folgezeit als Adjutant der 12. Infanterie-Brigade. Mit seiner Beförderung zum Hauptmann am 22. Mai 1889 folgte seine Versetzung in das Infanterie-Regiment „Graf Bose“ (1. Thüringisches) Nr. 31, wo er als Kompaniechef bis zum 23. März 1890 tätig war. Anschließend diente Stein in gleicher Funktion für vier Jahre im 2. Garde-Regiment zu Fuß und war dann Adjutant beim Generalkommando des Gardekorps. Als Major am 30. Mai 1896 in das Kaiser Alexander Garde-Grenadier-Regiment Nr. 1 versetzt, diente Stein vom 22. März 1897 bis 3. Juni 1900 als persönlicher Adjutant von Albrecht von Preußen, Regent des Herzogtums Braunschweig. Nach diesem Kommando kehrte er als Bataillonskommenur in das Kaiser Alexander Garde-Grenadier-Regiment Nr. 1 zurück, wurde am 12. September 1902 Oberstleutnant und als solcher beim Stab des 2. Garde-Regiments zu Fuß verwendet. Ab 16. Juni 1905 fungierte er zunächst als Führer dieses Regiments und wurde schließlich am 15. September desselben Jahres mit der Beförderung zum Oberst zum Kommandeur ernannt. Das Regiment gab Stein am 26. Januar 1910 ab, wurde Generalmajor und Kommandeur der 4. Garde-Infanterie-Brigade. Diesen Großverband befehligte er jedoch nur bis zum 12. Oktober 1910 und erhielt stattdessen das Kommando über die 2. Garde-Infanterie-Brigade. Am 21. April 1911 stellte man Stein schließlich mit Pension zur Disposition.
Nach seiner Verabschiedung lebte er auf seinem Gut Völkershausen.
Mit Ausbruch des Ersten Weltkriegs wurde Stein als z.D.-Offizier wiederverwendet und zum Kommandeur der stellvertretenden 15. Infanterie-Brigade in Halle ernannt. In dieser Stellung wurde er mit dem Eisernen Kreuz II. Klasse ausgezeichnet und starb in Ausübung seines Dienstes an einem Schlaganfall.
Stein zu Nord- und Ostheim war Ehrenritter des Johanniterordens.